# Laurent Verbiest
Laurent Verbiest (ur. 16 kwietnia 1939 w Ostendzie, zm. 2 lutego 1966 tamże) – belgijski piłkarz występujący podczas kariery na pozycji obrońcy. Zginął w wypadku samochodowym.

## Życiorys
Swoją karierę zaczynał w AS Oostende. W 1960 przeniósł się do Brukseli, by grać w miejscowym Anderlechcie. Zdobył z tym klubem trzykrotnie mistrzostwo Belgii oraz raz puchar Belgii.
W barwach narodowych występował w latach 1960–1965. W tym czasie zanotował 23 występy.
| Reprezentacja | Rok     | Mecze | Bramki |
| ------------- | ------- | ----- | ------ |
| Belgia        | 1960    | 4     | 0      |
| Belgia        | 1961    | 3     | 0      |
| Belgia        | 1962    | 4     | 0      |
| Belgia        | 1963    | 4     | 0      |
| Belgia        | 1964    | 4     | 0      |
| Belgia        | 1965    | 4     | 0      |
| Ogólnie       | Ogólnie | 23    | 0      |